# Cá hồi trắng lưng gù
Cá hồi trắng lưng gù, (danh pháp hai phần: Coregonus pidschian) là một loài cá thuộc Chi Cá hồi trắng, họ Cá hồi. Nó được tìm thấy ở Canada, Phần Lan, Ý, Litva, Nga, Thụy Điển, Thụy Sĩ, và Hoa Kỳ.